# 가정경제학

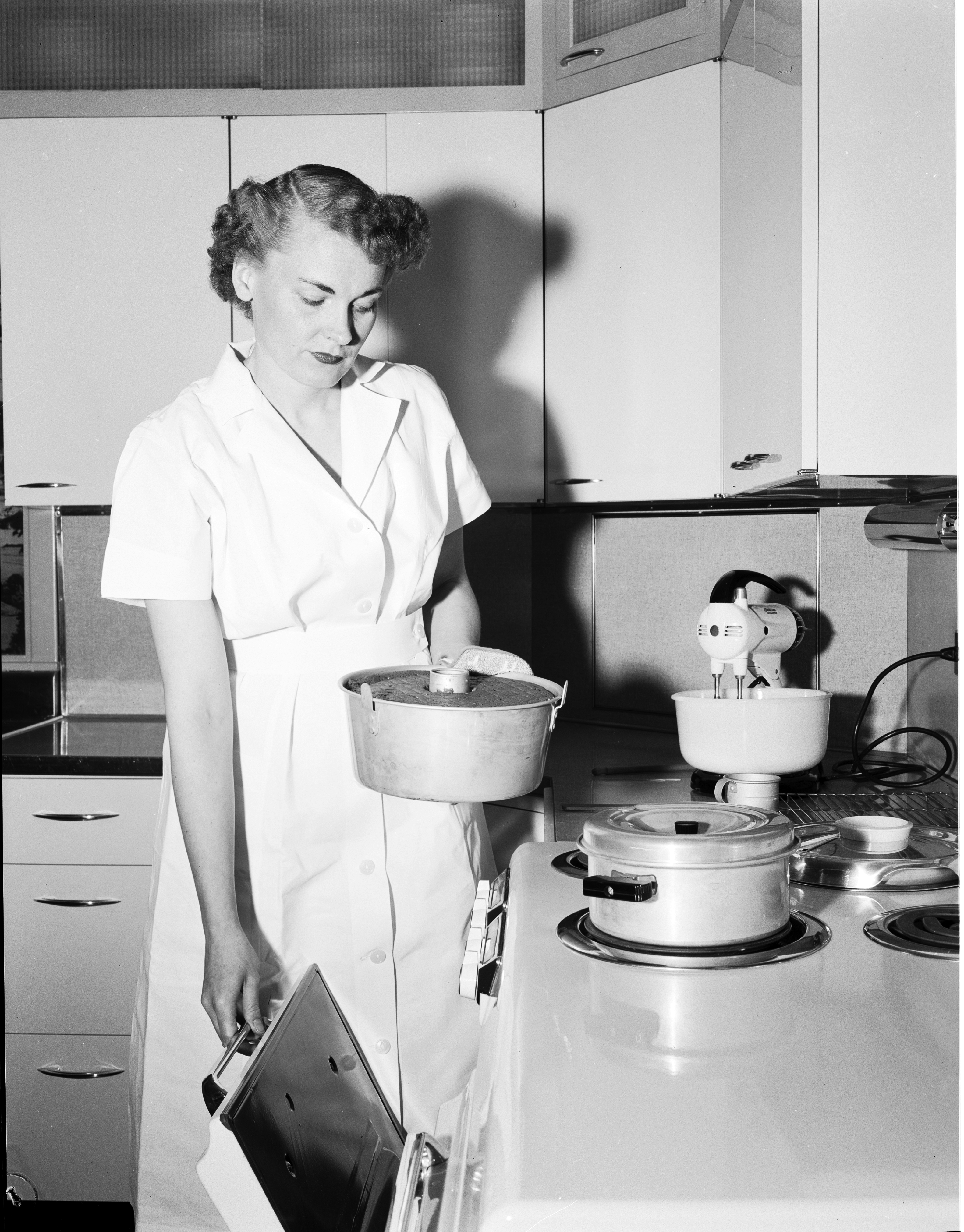
가정경제학 교수가 시연을 하는 모습. (1953년 시애틀)

가정경제학(家庭經濟學)은 가정과 사회의 경제학 및 경영을 다루는 연구 분야이다.

## 역사
캐서린 비처(Catherine Beecher)와 엘린 스웰로 리처드(Ellen Swallow Richards)가 유럽에서의 개척적인 공로와 더불어 경제학과 가정경제학 발전의 주된 선구자로 간주된다. 북아메리카에서 이 분야는 1899년을 기점으로 리처드 등의 사람들이 조직한 "Lake Placid Conventions" 시리즈에서 주된 발전이 있었다. 첫 콘퍼런스에서 가정경제학이라는 용어는 이 분야를 기술하는데 채택되었다. 그 뒤 리처드는 1909년 미국가정경제학협회(현재의 AAFCS)를 설립하기에 이르렀다.

## 같이 보기
- 가정학

## 참조
1. ↑  International Federation for Home Economics (IFHE): Position Statement in: International Journal of Home Economics; Volume 1, Issue 1, available here
2. 1 2  “AAFCS Brand Story” (PDF). American Association of Family & Consumer Sciences. 2013년 9월 8일에 원본 문서 (PDF)에서 보존된 문서. 2012년 11월 20일에 확인함.